# せん断応力
せん断応力（剪断応力、せんだんおうりょく、shear stress）とは、物体内部のある面と平行方向に、その面にすべらせるように作用する応力のことである。シヤー応力とも。物体内部の面積{\displaystyle A}のある面に平行方向のせん断力{\displaystyle T} が作用している時、Aに作用する平均的な剪断応力{\displaystyle \tau } は{\displaystyle \tau =T/A}で表される。剪断応力は運動量の輸送である。

## フックの法則

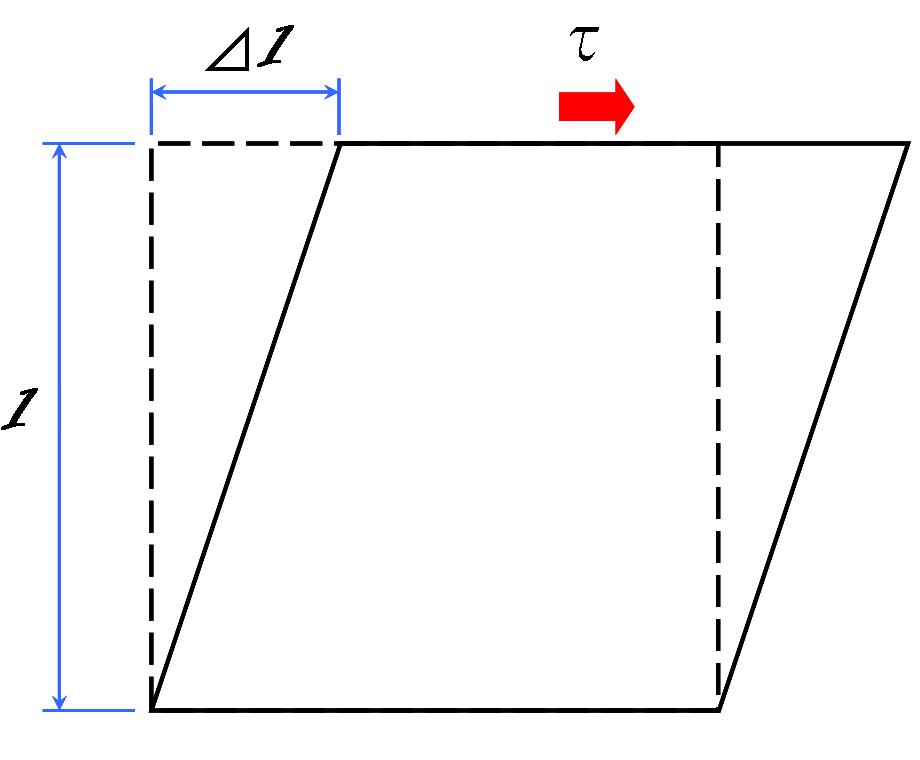
図1-剪断変形

剪断応力の作用している物体は図1のように平行四辺形状に変形し、剪断ひずみ
{\displaystyle \gamma ={\mathit {\Delta }}l/l}
が生じる。剪断弾性係数を{\displaystyle G}とすると、剪断応力と剪断ひずみの関係はフックの法則により下式で表される。
{\displaystyle \gamma ={\frac {\tau }{G}}}

## 共役剪断応力

図2-共役剪断応力

{\displaystyle x} 軸と {\displaystyle y} 軸を法線とする面で構成される立方体を、自由体として固体より取り出した場合を考える。
このとき、{\displaystyle y} 軸を法線とする面の {\displaystyle X} 方向に作用する剪断応力を {\displaystyle \tau _{xy}} とすると、並進・回転に関する平衡条件から、立方体には {\displaystyle \tau _{yx}} も作用していなければならず、かつ {\displaystyle \tau _{yx}=\tau _{xy}} の関係が成り立つ（図2）。これを共役剪断応力と呼ぶ。せん断応力は、このような状態でしか成立しないことに注意が必要である。